# ビスキャス
株式会社ビスキャスは、東京都大田区に置く電力・送電・海底 / ケーブル（電線）の製造・販売・施工をする非鉄金属メーカーである。

## 沿革
- 2001年9月26日（平成13年） - 古河電気工業株式会社・株式会社フジクラの電力事業部門（電力送配電システム）を統合した合弁会社として発足。
- 2001年10月1日（平成13年） - 電力ケーブルの設計・海外営業の会社として営業を開始。
- 2005年1月1日（平成17年） - 地中送電関連事業、架空送電線関連事業、配電ケーブル関連事業及び国内外営業活動、製造、工事に統合を拡大。
- 2006年10月1日（平成18年） - ネクサンス社（フランス）と共同出資で日本ハイボルテージケーブル株式会社を設立。
- 2016年10月1日（平成28年） - 主に地中及び海底送電線事業を古河電気工業株式会社に、主に配電線・架空送電線事業を株式会社フジクラに事業譲渡

## 諸問題
- 2009年（平成21年）1月29日、ビスキャス、ジェイ・パワーシステムズ、エクシムの3社が公正取引委員会の立ち入り検査を受けた。「高圧・特別高圧電力ケーブルの製造販売業者らは、共同して、受注予定者を決定し、製造販売業者らの受注割合を決定している疑いがある」というもの。国際的な価格カルテルを結んだ疑いが高い。同社では検査には全面的に協力すると発表している[1]。

## 事業内容
- 電力事業部 ＜設計・製造・販売＞
- 送電事業部 ＜設計・製造・販売＞
- 配電事業部 ＜設計・製造・販売＞
- 海外エンジリアリング事業部 ＜地中・架空送の設計・製造・施工＞

## 事業所所在地
- 本社
  - 東京都大田区羽田空港1丁目8番8号　第三綜合ビル
- 生産拠点事業所
  - 市原工場 / 市原開発センター ＜電力ケーブル製造・配電ケーブル製造・電力、配電研究開発＞
  - 平塚工場 ＜電力機器部品製造＞
  - 沼津工場 ＜架空送電線製造＞
  - 鈴鹿工場 ＜配電ケーブル製造＞
  - 石岡工場 ＜電力機器部品製造＞
  - 日光開発センター ＜架空送電線製造開発・研究所＞
  - 富津工場 - 日本ハイボルテージケーブル株式会社 ＜電力ケーブル製造＞

## 関連会社
- 日本ハイボルテージケーブル株式会社

＜概要＞
- 本社 - 富津工場 〔土地、建屋はビスキャスからのリース〕
- 事業内容 - OF、POF、MIケーブルの製造
- 資本金 - 31億円 〔出資比率 ： ネクサンス社 66.7% / ビスキャス 33.3%〕